# سندرم اختلال تنظیم دوپامین
سندرم اختلال تنظیم دوپامین (DDS) یک اختلال در عملکرد سامانه پاداش مغز است که در برخی از افرادی که داروهای دوپامینرژیک برای مدت طولانی مصرف می‌کنند مشاهده می‌شود. این سندرم، معمولاً در افراد مبتلا به بیماری پارکینسون (PD) که داروهای آگونیست دوپامین را برای مدت طولانی مصرف کرده‌اند، رخ می‌دهد. این بیماری با مشکلات خودکنترلی مانند اعتیاد به دارو، اختلال قماربازی یا اعتیاد جنسی مشخص می‌شود.

## مدیریت و درمان
نخستین اقدام مدیریتی، شامل کاهش دوز داروی دوپامینرژیک است. اگر این کاهش، حفظ شود، ویژگی‌های این سندرم، به‌زودی کاهش می‌یابد. قطع درمان با آگونیست‌های دوپامین نیز ممکن است مفید باشد. برخی از ویژگی‌های رفتاری ممکن است به روان‌درمانی پاسخ دهند و حمایت اجتماعی برای کنترل عوامل خطر مهم است. در برخی موارد، داروهای ضد روان‌پریشی ممکن است در صورت وجود روان‌پریشی، پرخاشگری، اختلال قماربازی یا اعتیاد جنسی (تمایل بیش از حد به انجام آمیزش جنسی) استفاده شود.
بر اساس پنج گزارش موردی، والپروات ممکن است در کنترل علائم این سندرم ناشی از لوودوپا که ناشی از استفاده از لوودوپا برای درمان بیماری پارکینسون است، کارایی داشته باشد.

## همه‌گیرشناسی
سندرم اختلال تنظیم دوپامین در میان بیماران پارکینسونی شایع نیست و شیوع ممکن است درحدود ۴٪ باشد. شیوع آن در مردان، بیشتر است. به‌نظر می‌رسد سابقهٔ سوءمصرف مانند الکلیسم یا مصرف مواد مخدر، عامل خطر اصلی همراه با سابقهٔ اختلال خلقی باشد.